# Геклінген (Саксонія-Ангальт)
Геклінген (нім. Hecklingen) — місто в Німеччині, розташоване в землі Саксонія-Ангальт. Входить до складу району Зальцланд.
Площа — 95,34 км2. Населення становить 6827 ос. (станом на 31 грудня 2021).